# Francesco Tabellini
Francesco Tabellini, né le 18 août 1983, est un entraîneur italien de basket-ball.

## Biographie
D'abord entraîneur adjoint à Trevise, il connaît sa première titularisation en 2022 à l'USK Prague où il ne reste qu'une saison. Il en passe deux avec le club de Nymburk, avec lequel il est double champion national, est élu deux fois entraîneur de l’année et atteint en 2024-2025 les quarts de finale de la Ligue des champions.
Le 30 juin 2025, Francesco Tabellini (41 ans) est nommé entraîneur du Paris Basketball, pour succéder à Tiago Splitter qui s'est engagé en NBA,.

## Palmarès entraîneur

### Clubs
Compétitions nationales
- Champion de Tchéquie : 2024, 2025
- Coupe de Tchéquie : 2024, 2025
- Coupe de Tchéquie-Slovaquie : 2024, 2025